# Максимилиан Вилибалд фон Валдбург-Волфег
Максимилиан Вилибалд (Вунибалд) фон Валдбург-Волфег (на немски: Maximilian Willibald (Wunibald) von Waldburg-Wolfegg; * 18 септември 1604, Волфег; † 30 януари 1667, Амберг) е наследствен „трушсес“ и граф на Валдбург и Волфег (1652). Той е императорски генерал-фелдмаршал и кур-баварски щатхалтер в Горен Пфалц. Той основава голямата колекция на изкуството на фамилията Валдбург-Волфег.

## Биография
Той е най-малкият син на трушсес и граф Хайнрих фон Валдбург-Волфег (1568 – 1637) и съпругата му графиня Мария Якоба фон Хоенцолерн-Зигмаринген (1577 – 1630), дъщеря на граф Карл II фон Хоенцолерн-Зигмаринген (1547 – 1606) и Евфросина фон Йотинген-Валерщайн (1552 – 1590), дъщеря на граф Фридрих V фон Йотинген-Валерщайн († 1579). Брат е на Йохан фон Валдбург-Волфег (1598 – 1644), епископ на Констанц (1628 – 1644), и Якоб Карл фон Валдбург-Волфег (1600 – 1661), президент на имперския камера съд, домхер в Аугсбург, домпропст в Шпайер.
Максимилиан Вилибалд е образован, интересува се от изкуство, говори немски, италиански, френски и латински. Той следва в университетите в Дилинген и Понт-а-Мусон/Нанси. Работи в двора на ерцхерцог Леополд V в Инсбрук и след смъртта му през 1632 г. влиза в католическата-императорска войска. Той се бие през Тридесетгодишната война в региона около Боденското езеро и е пратеник на Фердинанд II при курфюрстите на Кьолн и Майнц.
От ок. 1650 г. до смъртта си Максимилиан Вилибалд събира произведения на изкуството. Ок. 1654 г. той купува 34 000 графики от наследството на фамилия Фугер. В завещанието той определя сбирката му да се наследява неразделена.
Максимилиан Вилибалд фон Валдбург-Волфег умира на 30 януари 1667 г. в Амберг, Бавария, на 62 години.

## Фамилия
Първи брак: на 26 февруари 1637 г. с графиня Магдалена Юлиана фон Хоенлое-Валденбург (* 12 август 1619; † 21 ноември 1645), дъщеря на граф Филип Хайнрих фон Хоенлое-Валденбург (1591 – 1644) и графиня Доротея Валбурга фон Хоенлое-Нойенщайн (1590 – 1656). Те имат децата:
- Йохан Хайнрих фон Валдбург-Волфег (* 18 септември 1639; † 4 март 1640)
- Максимилиан Франц фон Валдбург-Волфег (* 8 януари 1641; † 21 август 1681), имперски трушсес и граф на Валдбург-Волфег, женен на 11 март 1676 г. за графиня и алтграфиня Мария Ернестина фон Залм-Райфершайд-Дик (* 30 юни 1657; † 13 март 1723)
- Мария Анна Валдбург-Волфег (* 20 юни 1642; † 1644)
- Мария Якоба Евзебия фон Валдбург-Волфег (* 15 ноември 1645; † 5 септември 1693), омъжена на 1 юли 1674 г. за граф Фердинанд Карл Франц фон Хоенемс-Вадуц-Шеленберг (* 29 декември 1650; † 18 февруари 1686)

Втори брак: на 26 декември 1648 г. в Линдау ам Бодензее с принцеса и контеса Клара Изабела фон Аренберг (* 2 ноември 1629; † 7 септември 1670), дъщеря на княз Филип Карл фон Аренберг (1587 – 1640), херцог на Арсхот, и Изабел Клер де Берлемон, графиня де Лален (1602 – 1630). Те имат десет деца, от които само две порастват:
- Филип Хайнрих фон Валдбург-Волфег (* 22 септември 1649; † 7 ноември 1649)
- Магдалена Мария фон Валдбург-Волфег (* 2 февруари 1651; † 8 април 1655)
- Фердинанд Мария Франц фон Валдбург-Волфег (* 20 юли 1652; † април 1653)
- Мария Анна Евсебия фон Валдбург-Волфег (* 1653; † 3 ноември 1707), монахиня в Монс (1669 – 1677), омъжена на 21 април 1677 г. за Филипе де Рекурт, барон де Висекерке, комте де Рупелмонде (* 6 февруари 1671; † 28 август 1682)

- Мария Анна Евсебия фон Валдбург-Волфег (* 28 август 1655)
- Мария Ернестина Евсебия фон Валдбург-Волфег (* 14 март 1657), монахиня в Торн (1676)
- Хенрика Аделхайд фон Валдбург-Волфег (* 1658; † 1659)
- Фердинанд Мария Игнац фон Валдбург-Волфег (* 1659; † 1660)
- Игнациус Мария Августинус фон Валдбург-Волфег (* 6 януари 1660; † 6 март 1660)
- Йохан Мария Франц Евсебиус фон Валдбург-Волфег-Валдзее (* 13 октомври 1661; † 25 декември 1724, Валдзее), фрайхер на Валдбург, граф на Волфег във Валдзее, женен I. на 13 април 1682 г. за фрайин и графиня Мария Анна фон Валдбург-Траухбург (* 13 април 1663; † 14 юли 1682), II. на 20 февруари 1684 г. за графиня Мария Анна Фугер фон Кирххайм-Вайсенхорн (* 16 март 1659; † 12 юли 1725).